# Takuya Okamoto
Takuya Okamoto (japanisch 岡本 拓也 Okamoto Takuya; * 18. Juni 1992 in der Präfektur Saitama) ist ein japanischer Fußballspieler.

## Karriere
Okamoto erlernte das Fußballspielen in der Jugendmannschaft von Urawa Reds. Seinen ersten Vertrag unterschrieb er 2010 bei Urawa Reds. Der Verein spielte in der höchsten Liga des Landes, der J1 League. Für den Verein absolvierte er 10 Erstligaspiele. Im August 2013 wurde er an den Zweitligisten V-Varen Nagasaki ausgeliehen. Für den Verein absolvierte er 40 Ligaspiele. 2015 kehrte er zu Urawa Reds zurück. 2016 wechselte er zum Ligakonkurrenten Shonan Bellmare. Am Ende der Saison 2016 stieg der Verein in die zweite Liga ab. 2017 wurde er mit dem Verein Meister der zweiten Liga und stieg in die erste Liga auf. 2018 gewann er mit dem Verein den J.League Cup. Nach insgesamt 212 Ligaspielen wechselte er im Januar 2025 nach Australien. Hier schloss er sich in Perth dem Erstligisten Perth Glory an.

## Erfolge
Urawa Reds
- Japanischer Ligapokalfinalist: 2011, 2013
- Japanischer Pokalfinalist: 2015

Shonan Bellmare
- Japanischer Zweitligameister: 2017  ▲
- Japanischer Ligapokalsieger: 2018